# Glenn Youngkin
Glenn Youngkin, né le 9 décembre 1966 à Richmond (Virginie), est un homme d'affaires et homme politique américain. Membre du Parti républicain, il est gouverneur de Virginie depuis le 15 janvier 2022.

## Biographie

### Carrière dans les affaires
En 2018, Glenn Youngkin devient co-directeur général (Chief executive officer) de Carlyle, le plus grand groupe de capital-investissement au monde. Il quitte cette fonction en septembre 2020 afin d'entreprendre une carrière politique. 
Sa fortune s'élève à 440 millions de dollars en 2021.

### Carrière politique
Le 2 novembre 2021, Glenn Youngkin est élu gouverneur de Virginie avec 50,7 % des voix, en battant l'ancien gouverneur Terry McAuliffe, candidat du Parti démocrate.
Il est décrit comme très conservateur sur le plan culturel, ayant été membre d'une église anglicane dissidente en Virginie du Nord.
Il fait toutefois campagne sur des positions modérées, mettant de côté ses convictions anti-avortement et anti-mariage homosexuel, la Virginie étant traditionnellement favorable aux démocrates. Il a surtout insisté sur les questions d'éducation, s'opposant aux fermetures d'écoles à répétition du fait de la pandémie de Covid-19, à l'obligation du port du masque au sein des établissements et rejetant la critical race theory, bien qu'elle ne soit enseignée dans aucune école de Virginie.
Il a accordé un prêt de 16 millions de dollars et effectué un don d'un million de dollars à sa campagne.